# Sérgio Lopes Ao Vivo
Sérgio Lopes Ao Vivo é o primeiro álbum ao vivo do cantor, compositor e poeta Sérgio Lopes, lançado pela gravadora Zekap Gospel em 2000.
O álbum consiste em um registro das melhores músicas de Sérgio Lopes gravadas ao vivo no Garden Hall, Rio de Janeiro, sendo este, o primeiro lançamento feito pela Zekap Gospel como gravadora.
Em 2005, o disco ficou entre os mais vendidos da gravadora Zekap Gospel.

## Faixas
Todas as músicas por Sérgio Lopes, exceto onde anotado
1. "Natureza humana" - 4.08
2. "Para onde vão as aves" - 4.12
3. "Libertação" - 3.43
4. "A dor de Lázaro" - 4.39
5. "Brilhante" - 3.59
6. "O amigo" - 4.11
7. "Jerusalém" - 4.38 (Naomi Shemer, versão: Sérgio Lopes)
8. "Conclusões" - 4.31
9. "Canaã" - 5.36
10. "Tente lembrar" - 4.51
11. "O Rei e o ladrão" - 6.34
12. "O filho pródigo" - 4.28
13. "O lamento de Israel" - 4.24
14. "Medley 'Entre Nós Outra Vez', 'Te Amo', 'Sonhos'" - 4.32

## Ficha Técnica
- Direção e produção artística: Cláudia Fonte e José Carlos Novarine
- Direção musical: Ronald Fonseca
- Arranjos Vocais: João Marcos
- Guitarras: Pedro Braga
- Violão: Pedro Braga (Sérgio Lopes na faixa "O Amigo")
- Teclado base: Fernando Garcia
- Teclado e Piano: Tadeu Chuff e Ronald Fonseca
- Baixo: Marcos Natto
- Bateria: Sidney Pires
- Percussão: Zé Leal
- Sax: Angelo Torres[6]
- Trompete: Márcio André
- Trombone: Robson Carvalho
- Back vocal: Silvania Dias, Dênnis Cabral, João Marcos, Aline Couto, Thiago Júlio, Samuel Monteiro e Selma Ramos
- Coral: Oficina de Louvor
- Regência do Coral: João Marcos